# Santos Iñurrieta

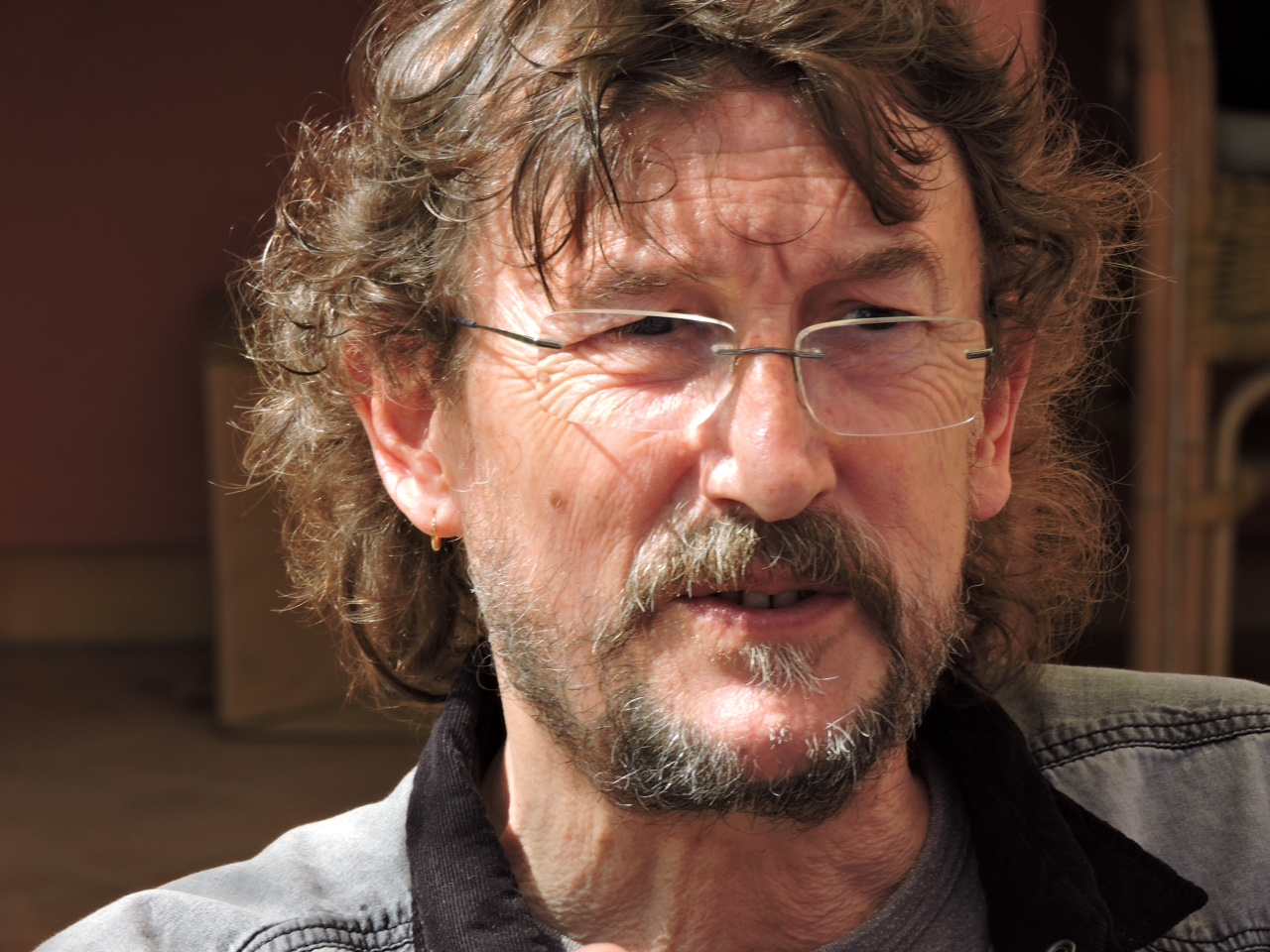
Santos Iñurrieta

Santos Iñurrieta de la Fuente (geboren am 8. Juli 1950 in Vitoria; gestorben am 10. Dezember 2023 auf Mallorca) war ein spanischer Maler, bekannt für sein soziales Engagement, das er durch seine Kunst zum Ausdruck brachte. Iñurrieta war eine zentrale Figur in der Entwicklung der künstlerischen und kulturellen Szene im Baskenland, insbesondere in Vitoria, während der letzten Jahrzehnte des 20. Jahrhunderts und Anfang des 21. Jahrhunderts.

## Biografie

### Ausbildung und frühe Jahre
Santos Iñurrieta erhielt von 1964 bis 1967 eine akademische Ausbildung an der Schule der Künste und Handwerke von Vitoria. Ende der 60er und Anfang der 70er Jahre beteiligte er sich zusammen mit dem Aktivisten Javier Septién und Künstlern aus Álava/Gasteiz wie Gabriel González, Lourdes Lacalle, Xabi Montoia, Periko Gonzalo, Vicente Preciado, Enrique Santamaría, Ernesto Murillo und Jesús Verdasco in der Gruppe Klink, die antifranquistischen Widerstand und kulturelle Agitation verband und den lokalen Künstlern einen kollektiven, offenen, anarchistischen und fruchtbaren Raum bot.

### Privatleben
Mit 20 Jahren hatte er mit Pilar Martínez Ocasar (1951–2019) seinen einzigen Sohn, Goar, der sich als Gitarrist von Bands wie Cicatriz, Estopa, Nacha Pop, Bizcar Hezurra und Sorry Mamma hervortat.

### Künstlerische Karriere
Ab 1972 erhielt er Sponsoring von der Organisation, die später zur Stiftung Faustino Orbegozo Elzaguirre wurde, einem Hauptförderer der Abstraktion in der baskischen Kunst. Mit der bereits etablierten Stiftung nahm Iñurrieta zusammen mit Juan Mieg, Carmelo Ortiz de Elgea, José Luis Zumeta und anderen an der einflussreichen Erakusketa – einer Wanderausstellung teil, die die baskische Kunst im ganzen Staat bekannt machte, von 1978 bis 1980.

### Aktivismus und soziales Bewusstsein
Iñurrietas soziales Bewusstsein war von Anfang an in seinem Werk präsent, besonders nach dem Massaker von Vitoria: Am 3. März 1976 wurden während der Niederschlagung eines Streiks fünf Arbeiter getötet und hundertfünfzig Personen verletzt.
Iñurrieta machte aktiv beim Aufbau eines kulturellen Netzwerks in Vitoria mit. Er war beteiligt an der Gründung von „Txo“, einer der ersten Peñas – auch bekannt als „Blusas“ – die nach Francos Tod auf den Straßen von Vitoria während der Feste auftraten und sich kritisch und satirisch mit Transparenten, die er zeichnete, äußerten.  Er entwarf Albumcover für lokale Bands wie Hertzainak und Plakate wie das der XI. Ausgabe des Internationalen Jazzfestivals von Vitoria (1987). Er unterstützte Musiker, Künstler, Zeichner, Schauspieler und Filmregisseure und förderte in seinem Haus und in seinem Atelier ein interdisziplinäres und oppositionelles Klima.

### Reisen und Einflüsse
Während seiner Reise 1980 nach Katmandu (Nepal), kam er in Kontakt mit dem Buddhismus und Tantra, eine Lebensansicht, die ihn tief beeindruckte und die ihn nie wieder losließ.
1983 verbrachte er ein Jahr auf Lanzarote, widmete sich ausschließlich der Malerei und wohnte in einem alten verlassenen Haus, das sich zu einem Treffpunkt für junge Leute mit künstlerischen Interessen entwickelte. Dort verließ seine Malerei die abstrakte Volumetrie, die sie ausgezeichnet hatte, und verwandelte sich in das argumentative, ironische, referenzielle, symbolistische, sarkastische und farbenfrohe Werk, das er für den Rest seiner künstlerischen Laufbahn pflegte.

### Leben auf Mallorca
1992 lernte er die Mallorquinerin Joana Nicolau Durán kennen, die bis zu seinem Tod seine Partnerin war, und zog nach Mallorca. Während dieser Jahre stellte er in Paris, in Antwerpen, Barcelona, Valencia, Lugo, Castellón und regelmäßiger in Euskadi – zu dem er weiterhin eine enge Bindung hatte – und auf Mallorca aus.
Sein Werk diversifizierte sich: Ein Vergnügen waren die Kajikas als Art von Cartoons, spielend mit recycelten Elementen in kleinen Formaten, philosophisch, ironisch oder esoterisch über das Leben in zahlreichen Notizbüchern reflektierend. Im Jahr 2010 brachte er in den sozialen Netzwerken sein Alter Ego Lui Diezbysi hervor, das hauptsächlich auf Facebook aktiv war, wo er satirische Zeichnungen und Cartoons über die aktuelle Zeit und das moderne Leben anbot.

### Letzte Jahre und Vermächtnis
Seit seiner Jugend litt er unter einer schmerzhaften Deformation der Wirbelsäule. In den letzten zehn Jahren verschlechterte sich seine Gesundheit und seine Aktivität wandelte sich in intensive Arbeit in seinem Atelier auf Mallorca. Im Jahr 2017 zeigte das Museum für Zeitgenössische Kunst des Baskenlandes, Artium, eine Ausstellung, in der seine größten Formate ausgestellt wurden: 23 Werke 190 × 390 cm, 21 Werke 200 × 200 cm. 2018 hatte er seine zwei letzten Ausstellungen in Vitoria, in Zuloa Irudia und im Raum Zas. 2019 unternahm er seine letzte Reise nach Vitoria.
Im April 2023 wurde bei ihm Krebs diagnostiziert. Zwischen April und Dezember 2023 veröffentlichte er ein Comicbuch, zwei Mappen mit Siebdrucken, beendete zwei großformatige Gemälde und malte kleine Aquarelle.
Zwei Monate nach seinem Tod veranstalteten der Raum Zas und Zuloa Irudia eine Hommage, an der Künstler mit Werken zu Ehren von Santos Iñurrieta teilnahmen, sowie Freunde, die Werke des Künstlers beitrugen.
Santiago Arcediano beschreibt seine Persönlichkeit perfekt in dem Artikel von El Correo vom 28. Februar 2023.

## Werk
Das Werk von Santos Iñurrieta hat sich seit seinen Anfängen in verschiedenen Wechseln zwischen Figuration und Abstraktion entwickelt. In den ersten Jahren war es auf die räumliche Entwicklung von formalen, kompakten und kraftvollen Volumen ausgerichtet, mit anthropomorphen Elementen oder imaginären steinernen Organismen, die in ihrem räumlichen Umfeld verankert waren, in den 70er Jahren hatte seine Malerei einen gewissen epischen Gigantismus. Seine zwei charakteristischen Adern waren eine tiefe soziale Besorgnis und eine offensichtliche baskische Zugehörigkeit, aus Solidarität mit seinem Volk. Im Allgemeinen folgte er treu den Bedürfnissen, von innen heraus alles zu kommunizieren, was er von weitreichenden kollektiven Situationen erklären wollte. Allmählich wurde die Farbe als Ergebnis einer sorgfältigen und überlegten Arbeit subtil betont. Die Malerei von Santos durchlief schnell eine Trajectory, die von sofortiger Sentimentalität zu intellektuellem Ausdruck reichte. Von dem Expliziten und Direkten zum Symbolischen.
Der Zusammenstoß von abgehackten Ebenen, die Expansions of Colors in seiner abstrakteren Phase hatten nicht genug Kraft und Santos machte einen Strategiewechsel in den 80er Jahren. Es war entscheidend, dass die Ereignisse, die in seinen Bildern stattfanden, reale Protagonisten hatten und es waren harte Gesichter die ersten Figuren, die den Weg frei machten. Die direkte Erzählung gewann an Boden gegenüber dem rein Symbolischen.
Nach seinem Jahr in Lanzarote im Jahr 1983 begann er, eine Art von Werk zu schaffen, das sehr argumentativ, sehr ironisch, surreal, symbolistisch und sarkastisch war. Anthropomorphe und zoomorphe Wesen mit ständigen Bezügen zum Esoterismus, der Kabbala und dem Tarot, zu einer fantastischen Bildsprache, zum Erotismus… Insgesamt eine scharfe Kritik an vielen Aspekten der zeitgenössischen Gesellschaft, mit einer Ironie, die durch die extravaganten und beschreibenden Titel, die er den Bildern gab, unterstrichen wurde, ein kleines Subgenre innerhalb seines Werks.
1992 zog Santos nach Mallorca, und von dort aus zeigte er uns die Erzählungen eines durch die Vorstellungskraft entstellten Alltags. Seine Bilder sind ein visuelles Fest, er möchte Geschichten erzählen, indem er sie in andere Geschichten einführt. Es gibt ständige Bezüge zur Kunstwelt von heute und immer. Es sind Akte bewundernder Hommage mehr als plagierende Aktionen, Picasso, Matisse, Gris, Hockney unter vielen anderen. Er strebt danach, weiterhin mit völliger Freiheit zu malen, und diese Freiheit beinhaltet Besuche bei den Ikonen der modernen Malerei. Er wendet eher die surrealistische Methode an, dezentriert, durch die Verflechtung von Erzählungen.
Die kritische Absicht dient ihm dazu, die Dislokation von Figuren und doppelte Lesarten zu artikulieren, um das Bild zu einem Punkt der Fließfähigkeit zu bringen, der in der Lage ist, ein offenes Narrativ zu erzeugen.
Iñurrieta lehnt jede Bewegung ab und möchte nur an dem Ort leben, wo er lebt, Bilder in seinem unbeweglichen Raum produzieren, ohne Spannung, ohne Angst: er arbeitet, wie man atmet.
Er ist sich bewusst, dass die Dummheit der Welt nicht durch Bilder behoben wird, die die Dummheit anprangern.
“Ich habe immer das Licht, die Stille, die seltsamen Geräusche und das, was dir die Landschaften und die Natur bringen, gemocht. Der Sinn der menschlichen Beziehungen, mit ihren großen Lügen und Komplexitäten, der immer größer werdende Mangel an Menschlichkeit, verursachen eine Müdigkeit, die dich mit der äußeren Kommunikation abschließt und viele Teile deines Dialogs in deine Arbeit steckt. Du suchst immer nach neuen Wegen, willst die Wahrheit und den Sinn der Dinge finden”

## Preise
- 1973: Preis der Banco de Vizcaya beim VI Großen Preis der Baskischen Malerei, San Sebastián.[10]
- 1978: Stipendium der Stiftung Faustino Orbegozo.[11]
- 1982: Zweiter Preis bei Gure Artea, organisiert von der baskischen Regierung, Bilbao.
- 1985: Ehrenpreis zusammen mit dem Bildhauer Ibáñez de Matauko im Wettbewerb Gure Artea der baskischen Regierung, in der Kategorie Manos Unidas.

## Veröffentlichungen
- 1972: Javier Serrano, "Santos Iñurrieta", Katalog, Galerie Mikeldi, Bilbao.
- 1972: "Ausstellung der baskischen Kunst", Katalog, Baracaldo.
- 1973: Javier Serrano, "Santos Iñurrieta", Katalog, Galerie Mikeldi, Bilbao.
- 1974: Javier Serrano, "Ein Bildhauer und vier Maler aus Álava", CAM von Pamplona.
- 1974: Javier Serrano und Santiago Viar, Galerie El Pez, San Sebastián, Katalog.
- 1976: "Artexpo", Ausstellung der Avantgardekunst, Messe Barcelona.
- 1977: Javier Viar, "Die surreale Bühne", Galerie B, San Sebastián, Katalog.
- 1978: "Baskische Kunst/Kunst des Baskenlandes", Caja Laboral Euskadiko Kutxa, Katalog.
- 1978: "Baskische Dichter und Künstler", Sparkasse Gipuzkoa.
- 1979: Julio Caro Baroja, "Über das Konzept der baskischen Kunst".
- 1979: Javier Viar, "Drei Generationen der baskischen Nachkriegskunst".
- 1979: Santiago Amón, "Anmerkungen für eine Annäherung an Erakusketa", Katalog, Stiftung Faustino Orbegozo, Palacio de Velázquez, Madrid.
- 1980: "Katalog der modernen und zeitgenössischen Kunst", Museum der Schönen Künste von Bilbao.
- 1980: Javier Serrano, "Santos Iñurrieta-Carmelo Ortiz de Elguea", Katalog, Kunstsaal Castel Ruiz, Sparkasse von Navarra, Tudela.
- 1981: "Arteder", Messe für Zeitgenössische Kunst von Bilbao.
- 1982: "Baskische Künstler zwischen Realismus und Figuration 1970-1982", Katalog, Städtisches Museum von Madrid.
- 1986: "Baskische Künstler Pro Kampagne gegen den Hunger", Manos Unidas.
- 1987: "Begegnungen der Malerei und Skulptur", 3. Werkstatt Lantokia, Rathaus von Vitoria.
- 1990: "Zeitschrift Basque Enterprise", Nr. 7.
- 1990: Laureano Goñi, "Santos Iñurrieta. Gemälde", Museum der Kunst und Geschichte von Durango.
- 1990: "Santos Iñurrieta, Carmelo Ortiz de Elguea, Juan Mieg", Katalog, Museum von San Telmo.
- 1991: Florencio Martínez Aguinagalde, "Santos Iñurrieta", Art International Gallery.
- 1996: "Zeitschrift Euskal Margolariak. Baskische Maler", Nr. 6.
- 1997: "Zeitschrift Euskal Margolariak. Baskische Maler", Nr. 7.
- 1996: Santiago Arcediano Salazar, "Geschichte des Saals San Prudencio".
- 1996: José Luis Merino, Katalog, Zitadelle von Pamplona.
- 1997: "Erakusketa", Stiftung Faustino Orbegozo, Stiftung Joan Miró, Barcelona.
- 1997: "Interart", Internationale Kunstmesse, Offizieller Katalog.
- 1997: "Kulturgintza 1971-1996", 25. Jubiläum von Windsor Kulturgintza, Provinzregierung von Bizkaia.
- 1997: "Öffentliche Sammlung", Museum Gustavo de Maeztu, Visionen der zeitgenössischen Kunst aus Navarra und dem Baskenland im Museum der Schönen Künste von Álava.
- 1997: José Luis Merino, "Santos Iñurrieta 1995-1997", Katalog, Arte Xerea.
- 1998: "Athletic Club de Bilbao 1898-1998. Kunst in der Kathedrale".
- 1998: "MAC", Internationale Messe für Zeitgenössische Kunst, Marbella.
- 1999: "Katalog der Ausstellungen 1999", Saal von Ajuria Aretoa.
- 2000: "Remirada", Das Jahrzehnt der Achtziger im Museum der Schönen Künste von Álava.
- 2000: Santos Iñurrieta, "Die Insel", Katalog, Galerie Clérigos, Lugo.
- 2001: "ArteGaleria La Brocha", Gruppenausstellung, Katalog.
- 2002: Galerie Epelde Mardaras, "Kajikas", Katalog.
- 2005: "70 Künstler", José Luis Merino.
- 2006: "Aralarte 2006. Unter dem Schatten der Flügel".
- 2007: "Artea Oinez 07", Stiftung CAN.
- 2007: "Zeitschrift Celedón", Nr. 88, 50. Jubiläum.
- 2017: "Ke usted lo pase bien", Katalog, Museum Artium, Álava.
- 2018: "Suite Menut", Zuloa Irudia, Katalog, Vitoria.[12]
- 2022: "Villa Magedonov", Mallorca.

## Ausstellungen
- 1970: Einzelausstellung in den Kultursälen der Sparkasse von Vitoria.
- 1971: Gruppenausstellung "Baskische Maler der Gegenwart" im Turm Luzea, Zarautz.[13]
- 1972: Einzelausstellung in den Kultursälen von Vitoria, in der Galerie Mikeldi von Bilbao und in den Kultursälen der Stadt Durango. Teilnahme an der "Ausstellung der baskischen Kunst" im Rathaus von Baracaldo.[14]
- 1973: Einzelausstellung in der Sparkasse von Pamplona.[15] Einzelausstellung in den Salons Luis de Ajuria, Vitoria.[16] Einzelausstellung in der Galerie Mikeldi, Bilbao.[17] Teilnahme an der Gruppenausstellung "J.M. Barandiarán Gorazarre-Hommage an Pater Don José Miguel Barandiarán", in Ataún, Gipuzkoa.
- 1974: Einzelausstellung in der Galerie Pez, San Sebastián.[18] Gruppenausstellung "Ein Bildhauer und vier Maler aus Álava" im Museum von San Telmo, San Sebastián und in den Kunstpavillons der Zitadelle der Sparkasse von Pamplona.[19]
- 1975: Gruppenausstellung von Künstlern aus Álava in der Galerie Luis de Ajuria, Vitoria. Einzelausstellung in der Galerie Eder Arte.[20]
- 1976: Einzelausstellung in der Galerie Luzaro, Bilbao. Gruppenausstellung "Objekte" in der Galerie Luzaro, Bilbao.
- 1977: Einzelausstellung in der Galerie B, San Sebastián.[21]
- 1978: Gruppenausstellung "Baskische Kunst 78-Arte Vasco 78" im Kulturraum der städtischen Sparkasse von Bilbao.
- 1979: Gruppenausstellung "Erakusketa 79" im Palacio de Velázquez, Madrid.[22]
- 1980: Ausstellung zusammen mit Carmelo Ortiz de Elguea im Kunstsaal Castel-Ruiz von Tudela. Gruppenausstellung "Erakusketa 79" in der Stiftung Miró von Barcelona.
- 1981: "Arte Eder 81", Messe für Zeitgenössische Kunst von Bilbao. Einzelausstellung in der Galerie Ederti, Bilbao.
- 1982: Gruppenausstellung in den Sälen des Rathauses von Madrid "Baskische Künstler zwischen Realismus und Figuration 1970-1982".
- 1983: Einzelausstellung in der Galerie El Almacén, Arrecife, Lanzarote.
- 1984: Einzelausstellung in der Galerie Windsor, Bilbao. Einzelausstellung in der Sparkasse von Vitoria.[23]
- 1986: Ausstellung in der Galerie Tórculo, Burgos. Ausstellung bei Manos Unidas, Vitoria. Ausstellung im Restaurant Lipari, Vitoria.
- 1987: Ausstellung "Gernika 37-87" in Gernika. Einzelausstellung in der Sparkasse von Vitoria.[24]
- 1988: Ausstellung von Siebdrucken in der Stiftung Caja Provincial. Ausstellung und Erstellung eines Wandbildes in der Galerie San Prudencio, zu Ehren von Jorge Oteiza. Erstellung eines Wandbildes für das Hotel Gasteiz in Vitoria.
- 1989: Gruppenausstellung "Baskische Künstler" in der Sparkasse von Bilbao. Ausstellung in Orma, Galerie Amárica. Erstellung eines Wandbildes für das Gebäude der Baskischen Gerichte. Einzelausstellung "Graphische Werke" in der Galerie Dendaraba.
- 1990: Einzelausstellung im Museum der Kunst und Geschichte von Durango.[25] Einzelausstellung in der Galerie Pintzel von Pamplona. Einzelausstellung in der Galerie San Prudencio, Vitoria.[26]
- 1991: Einzelausstellung in der "Art International Gallery", Bilbao.[27] Teilnahme an der Biennale von Kuba, Havanna.[28] Einzelausstellung in der Galerie Arte Xerea, Valencia.
- 1992: Teilnahme an ARCO, Madrid mit der Galerie Arte Xerea. Einzelausstellung in der Galerie Olaguibel, Vitoria. Einzelausstellung in der Galerie S´agrícola, Manacor, Mallorca.
- 1993: Einzelausstellung in der Galerie Lourdes Ugarabe, Vitoria. Einzelausstellung in der Galerie De Griffioen, Antwerpen.[29] Einzelausstellung in der Galerie Arte Xerea, Valencia.
- 1994: Teilnahme an Interart mit der Galerie Arte Xerea.
- 1996: Einzelausstellung im Turm von ses Puntes, Manacor, Mallorca.[30] Ausstellung im Pavillon der Mischlinge, La Ciudadela, Pamplona.[31]
- 1997: Einzelausstellung in der Galerie Berta Belaza, Bilbao.[32] Teilnahme an Artexpo Toulouse und Interart, Valencia. Einzelausstellung in Arte Xerea, Valencia.[33]
- 1998: Teilnahme an Artexpo, Barcelona.[34] Teilnahme an der Messe Marbella MAC, Interart.
- 1999: Einzelausstellung in der Galerie Luis de Ajuria, Vitoria.
- 2000: Einzelausstellung in der Galerie La Brocha, Bilbao.[35] Einzelausstellung "Die Insel" in der Galerie Clérigos, Lugo.[36] Solidaritätsausstellung mit den Repressierten.[37] Einzelausstellung in der Galerie Xerea, Valencia.
- 2001: Teilnahme an der Gruppenausstellung Uribitarte, Bilbao.[38]
- 2002: Einzelausstellung "Kajikas" in Zuloa Irudia, Vitoria.[39] Einzelausstellung in Epelde Mardaras.[40]
- 2005: Einzelausstellung in Zuloa Irudia.[41] Einzelausstellung in der Galerie Camí del Mar, Manacor.
- 2007: Ausstellung in der Galerie Byzance mit dem Bildhauer Serge Van de Put, Paris.
- 2008: Teilnahme an der Gruppenausstellung der Stiftung Caja Vital.[42]
- 2017: Einzelausstellung "Ke usted lo pase bien" im Museum Artium, Vitoria.[43]
- 2018: Raum Zuloa “Suite Menut”Santos Iñurrieta, Patxi Aldunate, Benito Herreruela[44]

## Werk in Museen und Sammlungen
Das Werk von Santos Iñurrieta de la Fuente befindet sich in verschiedenen bedeutenden Sammlungen und Museen, was die Bedeutung und Anerkennung seiner Arbeit im künstlerischen Bereich widerspiegelt. Zu diesen gehören:
- Museo de Bellas Artes de Bilbao, das eine bedeutende Sammlung baskischer und spanischer Kunst beherbergt, einschließlich Werke von Iñurrieta.[45]
- Museum für Abstrakte Kunst Spaniens, in Cuenca, bekannt für seine umfangreiche Sammlung spanischer abstrakter Kunst, zu der auch Stücke von Iñurrieta gehören.
- Provinzmuseum Álava, in Vitoria, das eine breite Palette von Werken bietet, die das künstlerische Erbe der Region repräsentieren, einschließlich denen von Iñurrieta.
- Museum San Telmo, in San Sebastián, das eine reiche Sammlung baskischer Kunst und Kultur besitzt, unter anderem Arbeiten von Iñurrieta.
- Die Sammlung der Banco de Bilbao, die Kunstwerke verschiedener Künstler enthält, einschließlich Iñurrieta.[8]
- Die Sammlung der Banco de Vizcaya, bekannt für ihr Engagement für Kultur und Kunst, umfasst Werke von Iñurrieta.[8]
- Bankunión, die in ihrer Kunstsammlung Werke von Iñurrieta aufgenommen hat, was das Interesse von Finanzinstitutionen an der zeitgenössischen Kunst zeigt.
- Caja Laboral, bekannt für ihre Unterstützung der baskischen Kultur und Kunst, einschließlich Werke von Iñurrieta in ihrer Sammlung.